# Peter De la Roche
Peter De la Roche, egentligen Pierre De la Roche och även kallad Peter de Laroche, Petter Delarock, Pietro della Rocca och  Petter stenhuggare, död 1599 i Vadstena, var en fransk eller flamländsk stenhuggare och skulptör, som var verksam i Sverige under andra hälften av 1500-talet.
De la Roche kom troligen till Sverige från Nederländerna men namnet gör att en fransk härkomst är trolig. Han inkallades till Sverige under Gustav Vasas tid och arbetade först i Uppsala, där han möjligen deltog i arbetet med gravvårdarna över Katarina av Sachsen-Lauenburg och Margareta Leijonhufvud. Han finns omnämnd år 1552, då han anställdes vid Uppsala slott. Han var bror till Antonio della Rocca, eller Antonio stenhuggare, som från 1555 arbetade i Åbo, och senare även utförde arbeten på slottet Tre Kronor i Stockholm.
Från 1555 var Peter De la Roche verksam vid bygget av Vadstena slott, där han sedan verkade under en lång tid av år fram till sin död, och kom att utföra betydande arbeten. Av avlöningslistorna framgår, att han stod näst efter Arendt de Roy i rang och han ledde under en längre period stenhuggarkolonin i Vadstena. De la Roche uppskattades särdeles högt av kung Johan III, som gång efter annan ökade hans redan ansenliga löneförmåner. En del av arbetet med portalerna är Peter De la Roches verk, bland annat troligen huvudportalen från 1563. Sannolikt var det också Laroche som anordnade hertig Magnus gravvård i Vadstena klosterkyrka, ett arbete som utfördes av slottets folk. Han utförde och förestod samtidigt arbeten vid kalkstensbrotten i Skärkind, vid Rörsund och på Röknön.
Även Peter De la Roches två söner, Nils Pedersson De la Roche och Antonius Pedersson De la Roche (död 1615), var verksamma som stenhuggare och fortsatte arbetet vid Vadstena slott efter faderns död.